# Macroglossum eggeri
Macroglossum eggeri là một loài bướm đêm thuộc họ Sphingidae. Nó được tìm thấy ở Sulawesi.